# تپه اندآباد علیا
تپه اندآباد علیا مربوط به سدهٔ ۶ و ۷ ه.ق است و در شهرستان زنجان، روستای اندآبادعلیا واقع شده و این اثر در تاریخ ۱۷ آذر ۱۳۵۴ با شمارهٔ ثبت ۱۱۳۱ به‌عنوان یکی از آثار ملی ایران به ثبت رسیده است.